# 이정은 (1973년)
이정은(1973년 ~ )은 대한민국의 배우이다.

## 생애
그녀는 부산에서 출생하였고 서울에서 성장하였으며 1991년 영화 《하얀 비요일》의 단역으로 영화배우 첫 데뷔하였고 3년 후 1994년 뮤지컬 배우 데뷔하였으며 12년 후 2006년에는 연극배우 데뷔하였다.

## 학력
- 서울예술전문대학 연극학과 전문학사 졸업
- 경성대학교 국어국문학과 학사 졸업

## 출연작

### 드라마
- MBC 《친구, 우리들의 전설》 (2009년)
- tvN 《응답하라 1994》 (2013년) ... 삼천포 어머니 역
- JTBC 《품위있는 그녀》 (2017년) ... 국선영 역
- Netflix 《무브 투 헤븐: 나는 유품정리사입니다》 (2021년) ... 김선우의 어머니 역
- JTBC 《월간 집》 (2021년) ... 최고의 아내 역
- ENA 《이상한 변호사 우영우》 (2022년) … 혜영의 어머니 역
- tvN 《슈룹》 (2022년) … 남 상궁 역
- tvN 《이로운 사기》 (2023년) … 이로움의 어머니 역
- Netflix 《정신병동에도 아침이 와요》 (2023년) … 유찬의 어머니 역
- tvN 《내 남편과 결혼해줘》 (2024년) … 배희숙 역
- MBC 《백설공주에게 죽음을 - Black Out》 (2024년) … 김정숙 역

### 영화
- 《하얀 비요일》[3] ... 은주 역 (1991년)
- 《이른 여름, 슈퍼맨》 ... 아이엄마 역 (2001년)
- 《비열한 거리》 ... 서점 여직원2 역 (2006년)
- 《좋지 아니한가》 ... 의사 역 (2007년)
- 《사랑》 ... 액세서리 직원 역 (2007년)
- 《고고70》 ... 고고족 역 (2008년)
- 《지금, 이대로가 좋아요》 ... 연포탕녀 역 (2009년)
- 《4교시 추리영역》 (2009년)
- 《전우치》 ... 궁중악사 역 (2009년)
- 《맛있는 인생》 ... 강씨 부인 역 (2010년)
- 《시선 너머》 ... 〈니마〉정은 역 (2011년)
- 《혈투》 ... 두수처 역 (2011년)
- 《헤드》 ... 세탁소 주인 역 (2011년)
- 《극비수사》 ... 은주 엄마 역 (2015년)
- 《반드시 잡는다》 ... 지은 엄마 역 (2017년)
- 《염력》 ... 김씨부인 역 (2018년)
- 《잔칫날》 ... 부녀회장 역 (2020년)